# Laadi Flici

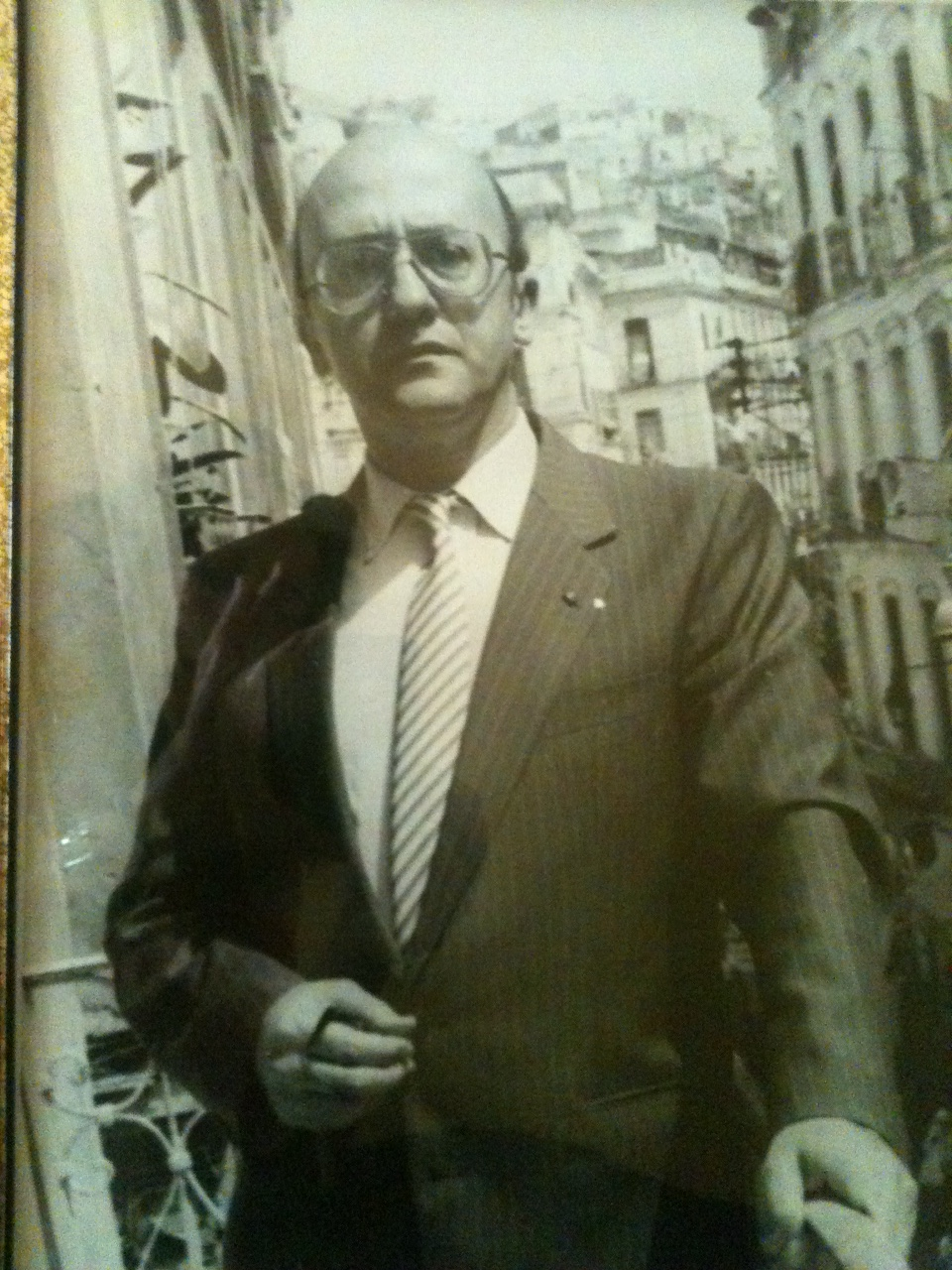
Laadi Flici

Laadi Flici (* 1937 in Algier; † 17. März 1993 in der Kasbah) war ein algerischer Schriftsteller.
Flici studierte Medizin und betätigte sich als Schriftsteller. Er verfasste Gedichte und Erzählungen. Darüber hinaus veröffentlichte er in Zeitschriften kulturpolitische Aufsätze.

## Werke (Auswahl)
- La passion humaine, Gedichte, 1959
- La démesure et le royaume, Gedichte, 1969
- Schöner und heller als der Weizen, Erzählung, 1968, aus dem Französischen übersetzt von Bernd Schirmer